# Jorge Valencia Jaramillo
Jorge Valencia Jaramillo (San Roque (Antioquia), 1933) es un escritor, economista, periodista, dirigente empresarial, funcionario del sector oficial, político, poeta y escritor colombiano. Fue Alcalde de Medellín (1978 - 1979)

## Biografía
El señor Valencia Jaramillo es egresado de la Facultad de Ciencias Económicas de la Universidad de Antioquia, donde obtuvo el título de economista en 1967. Después, se graduó como especialista en Desarrollo Económico en el Georgia Tech University de Estados Unidos.
A su vez, durante 20 años fue colaborador del diario El Tiempo y es autor de libros de poesía como El Corazón Derrotado, Memorias de la Muerte y el Amor, El Silencio de la Tormenta, La Felicidad en la Sombra, La Luz Imposible, La agonía sin fin y Huracán en el Paraíso.
Actualmente es rector de la Fundación University & College, dedicada a promover la educación virtual en Colombia, además de ser cofundador y presidente por varios periodos de la Sociedad Colombiana de Economistas.Es el fundador de la Filbo, Feria Internacional del Libro de Bogotá. Fue su director por 10 años. Desde 2019 es Presidente del Consejo Scout Nacional del Movimiento Scouts de Colombia.

## Carrera política
Durante el gobierno liberal de Carlos Lleras Restrepo, se desempeñó como director de Comercio Exterior, y desde allí fue el creador y primer director del Instituto de Comercio Exterior, hoy Ministerio de Comercio, Industria y Turismo. Igualmente, fue designado negociador por Colombia, y después presidente de la Comisión Internacional que creó el Grupo Andino, ahora Comunidad Andina, acuerdo comercial que en la actualidad integran Colombia, Ecuador, Perú y Bolivia. Por esa labor, a Valencia Jaramillo se le concedió la Orden de Boyacá, en la categoría de Gran Cruz.
Recordado alcalde de Medellín de septiembre de 1978 a octubre de 1979 y durante esa gestión se creó la Empresa de Transporte Masivo que dio origen a lo que hoy es el Metro de Medellín. Así mismo fue Senador de la República para el periodo de 1991 a 1994.